# Parcul Național Gran-Paradiso
Coordonate: 45.54868° N, 7.31964° O
Parcul Național Gran-Paradiso este situat în Italia, în Valea Aosta și Piemont. El este întemeiat în anul 1922 fiind primul parc național din Italia. Parcul are suprafața de  70.318 ha. care este în cea mai mare parte compusă dintr-un relief muntos. La vest este mărginit pe distanță de 14 km de granița cu Franța (Parcul Național Vanoise). Inițial regiunea parcului a fost folosită ca teritoriu de vânătoare regală, populația de capra neagră era complet exterminată, fiind necesară repopularea regiunii.

## Comune de pe teritoriul parcului
Aymavilles, Cogne, Cuorgnè, Introd, Rhêmes-Notre-Dame, Rhêmes-Saint-Georges, Valsavarenche, Villeneuve, Ceresole Reale, Locana, Noasca, Ribordone, Ronco Canavese, Valprato Soana.